# Gigantes de Carolina (pallavolo femminile)
Le Gigantes de Carolina sono una franchigia pallavolistica femminile di Porto Rico, con sede a Carolina.

## Storia
Le Gigantes de Carolina vengono fondate nel 1997, attraverso una espansione della Liga de Voleibol Superior Femenino, che disputano per due annate, cedendo il proprio titolo nel 1999 alle Vaqueras de Bayamón. Rinate nel 2001, attraverso una nuova compravendita di titolo sportivo, quello delle Capitanas de Arecibo: nel 2003 raggiungono per la prima volta le finali scudetto, conquistando il titolo ai danni delle Conquistadoras de Guaynabo; un anno dopo si confermano campionesse nazionali, battendo in finale le Criollas de Caguas.
Nel 2006 giocano la propria terza finale scudetto, vincendo contro le Pinkin de Corozal. Nella stagione 2012 la franchigia ottiene solo 3 vittorie e ben 19 sconfitte, chiudendo la stagione regolare in ultima posizione. Al termine del campionato il titolo viene ceduto alla città di Humacao ed alle Orientales de Humacao; tuttavia, attraverso l'acquisto del titolo delle Llaneras de Toa Baja, la franchigia viene ricostituita con un nuovo assetto societario; cambiano anche i colori sociali, passando dal tradizionale giallo-viola al grigio-rosso.
Nel 2018, a causa dei danni causati dall'Uragano Maria al Coliseo Guillermo Angulo di Carolina, cedono il proprio titolo alla città di Trujillo Alto, dando vita alle Amazonas de Trujillo Alto.

## Palmarès
- Campionato portoricano: 3

2003, 2004, 2006